# Franček Šafar
Franček Šafar, slovenski  pisec učbenikov in prevajalec, * 4. december 1914, Nova vas pri Markovcih, † 15. april 1989, Ljubljana.

## Življenje in delo
Na ljubljanski fakulteti je leta 1940 diplomiral iz slavistike. Sodeloval je z OF, bil interniran v Gonarsu, po kapitulaciji Italije pa jeseni 1943 odšel v partizane. Spomladi 1944 je začel na šoli v Črnomlju poučevati slovenski in ruski jezik. Po osvoboditvi je poučeval v Ljubljani. Napisal je več učbenikov ruskega jezika, sodeloval pri Rusko-slovenskem slovarju, iz ruščine prevedel več knjig ter napisal predgovore in komentarje k izdajam knjig, ki so jih prevedli drugi.

## Izbrana bibliografija
- Rusko-slovenski slovar (COBISS)
- Ruska vadnica za I. razred gimnazij (COBISS)
- Ruska čitanka za višje razrede srednjih šol (COBISS)